# Miasto Nisz
Miasto Nisz (serb. Grad Niš / Град Ниш) – jednostka administracyjna w Serbii, w okręgu niszawskim. W 2018 roku liczyła 256 381 mieszkańców.

## Podział administracyjny
Gminy miejskie wchodzące w skład miasta Nisz:
- Crveni krst
- Medijana
- Niška Banja
- Palilula
- Pantelej